# Campionati europei di atletica leggera 2010 - 200 metri piani maschili
La competizione si è svolta tra il 29 ed il 30 luglio 2010.

## Podio
| #       | Atleta              | Nazionalità | Tempo | Note                                     |
| ------- | ------------------- | ----------- | ----- | ---------------------------------------- |
| Oro     | Christophe Lemaitre | Francia     | 20"37 |                                          |
| Argento | Christian Malcolm   | Regno Unito | 20"38 | Miglior prestazione personale stagionale |
| Bronzo  | Martial Mbandjock   | Francia     | 20"42 |                                          |

## Record
Prima di questa competizione, il record del mondo (RM), il record europeo (EU) ed il record dei campionati (RC) sono i seguenti:
| Record                | Prestazione | Atleta                       | Data                                         | Competizione                                |
| --------------------- | ----------- | ---------------------------- | -------------------------------------------- | ------------------------------------------- |
| Record mondiale       | 19"19       | Usain Bolt Giamaica          | 20 agosto 2009 Berlino, Germania             | Campionati del mondo 2009                   |
| Record europeo        | 19"72       | Pietro Mennea Italia         | 12 settembre 1979 Città del Messico, Messico |                                             |
| Record dei campionati | 19"85       | Kōnstantinos Kenterīs Grecia | 9 agosto 2002 Monaco di Baviera, Germania    | Campionati europei di atletica leggera 2002 |

## Programma
| Data           | Ora   | Turno      |
| -------------- | ----- | ---------- |
| 29 luglio 2010 | 19:30 | 1º turno   |
| 30 luglio 2010 | 19:50 | Semifinali |
| 30 luglio 2010 | 21:45 | Finale     |

## Risultati

### 1º turno
Passano i primi 3 in ogni batteria (Q) e i 4 migliori tempi (q)

#### Batteria 1
| Pos. | Corsia | Nome              | Nazionalità | Tempo | Note |
| ---- | ------ | ----------------- | ----------- | ----- | ---- |
| 1    | 6      | Christian Malcolm | Regno Unito | 20"63 | Q    |
| 2    | 3      | Kamil Kryński     | Polonia     | 20"81 | Q, = |
| 3    | 4      | Martial Mbandjock | Francia     | 20"83 | Q    |
| 4    | 5      | Ihor Bodrov       | Ucraina     | 20"98 |      |
| 5    | 8      | Jiří Vojtík       | Rep. Ceca   | 21"02 |      |
| 6    | 7      | Jan Žumer         | Slovenia    | 21"17 |      |
| 7    | 2      | Izzet Safer       | Turchia     | 21"41 |      |
| 8    | 1      | Yordan Ilinov     | Bulgaria    | 21"65 |      |

#### Batteria 2
| Pos. | Corsia | Nome                  | Nazionalità | Tempo | Note |
| ---- | ------ | --------------------- | ----------- | ----- | ---- |
| 1    | 7      | Christophe Lemaitre   | Francia     | 20"64 | Q    |
| 2    | 8      | Arnaldo Abrantes      | Portogallo  | 20"87 | Q    |
| 3    | 2      | Jeffrey Lawal-Balogun | Regno Unito | 20"93 | Q    |
| 4    | 4      | Daniel Schnelting     | Germania    | 20"98 |      |
| 5    | 6      | Petr Szetei           | Rep. Ceca   | 21"06 |      |
| 6    | 1      | Ryan Moseley          | Austria     | 21"07 |      |
| 7    | 5      | Matic Osovnikar       | Slovenia    | 21"36 | =    |
| 8    | 3      | Alex Wilson           | Svizzera    | 21"40 |      |

#### Batteria 3
| Pos. | Corsia | Nome                     | Nazionalità | Tempo | Note |
| ---- | ------ | ------------------------ | ----------- | ----- | ---- |
| 1    | 2      | Jaysuma Saidy Ndure      | Norvegia    | 20"60 | Q    |
| 2    | 5      | David Alerte             | Francia     | 20"70 | Q    |
| 3    | 4      | Johan Wissman            | Svezia      | 20"79 | Q    |
| 4    | 7      | Marc Schneeberger        | Svizzera    | 20"80 | q    |
| 5    | 8      | Vyacheslav Kolesnichenko | Russia      | 20"95 | q,   |
| 6    | 1      | Matteo Galvan            | Italia      | 20"96 |      |
| 7    | 3      | Steven Colvert           | Irlanda     | 21"14 |      |
| 8    | 6      | Piotr Wiaderek           | Polonia     | 21"20 |      |

#### Batteria 4
| Pos. | Corsia | Nome                        | Nazionalità | Tempo | Note |
| ---- | ------ | --------------------------- | ----------- | ----- | ---- |
| 1    | 2      | Marlon Devonish             | Regno Unito | 20"68 | Q, = |
| 2    | 5      | Paul Hession                | Irlanda     | 20"69 | Q    |
| 3    | 6      | Sebastian Ernst             | Germania    | 20"72 | Q    |
| 4    | 7      | Likoúrgos-Stéfanos Tsákonas | Germania    | 20"74 | q    |
| 5    | 1      | Jonathan Åstrand            | Finlandia   | 20"78 | q,   |
| 6    | 4      | Dmitriy Glushchenko         | Israele     | 21"09 |      |
| 7    | 8      | Gregor Kokalovic            | Slovenia    | 21"24 |      |

#### Sommario
| Pos. | Batteria | Corsia | Nome                        | Nazionalità | Tempo | Note |
| ---- | -------- | ------ | --------------------------- | ----------- | ----- | ---- |
| 1    | 3        | 2      | Jaysuma Saidy Ndure         | Norvegia    | 20"60 | Q    |
| 2    | 1        | 6      | Christian Malcolm           | Regno Unito | 20"63 | Q    |
| 3    | 2        | 7      | Christophe Lemaitre         | Francia     | 20"64 | Q    |
| 4    | 4        | 2      | Marlon Devonish             | Regno Unito | 20"68 | Q, = |
| 5    | 4        | 5      | Paul Hession                | Irlanda     | 20"69 | Q    |
| 6    | 3        | 5      | David Alerte                | Francia     | 20"70 | Q    |
| 7    | 4        | 6      | Sebastian Ernst             | Germania    | 20"72 | Q    |
| 8    | 4        | 7      | Likoúrgos-Stéfanos Tsákonas | Germania    | 20"74 | q    |
| 9    | 4        | 1      | Jonathan Åstrand            | Finlandia   | 20"78 | q,   |
| 10   | 3        | 4      | Johan Wissman               | Svezia      | 20"79 | Q    |
| 11   | 3        | 7      | Marc Schneeberger           | Svizzera    | 20"80 | q    |
| 12   | 1        | 3      | Kamil Kryński               | Polonia     | 20"81 | Q, = |
| 13   | 1        | 4      | Martial Mbandjock           | Francia     | 20"83 | Q    |
| 14   | 2        | 8      | Arnaldo Abrantes            | Portogallo  | 20"87 | Q    |
| 15   | 2        | 2      | Jeffrey Lawal-Balogun       | Regno Unito | 20"93 | Q    |
| 16   | 3        | 8      | Vyacheslav Kolesnichenko    | Russia      | 20"95 | q,   |
| 17   | 3        | 1      | Matteo Galvan               | Italia      | 20"96 |      |
| 18   | 2        | 4      | Daniel Schnelting           | Germania    | 20"98 |      |
| 18   | 1        | 5      | Ihor Bodrov                 | Ucraina     | 20"98 |      |
| 20   | 1        | 8      | Jiří Vojtík                 | Rep. Ceca   | 21"02 |      |
| 21   | 2        | 6      | Petr Szetei                 | Rep. Ceca   | 21"06 |      |
| 22   | 2        | 1      | Ryan Moseley                | Austria     | 21"07 |      |
| 23   | 4        | 4      | Dmitriy Glushchenko         | Israele     | 21"09 |      |
| 24   | 3        | 3      | Steven Colvert              | Irlanda     | 21"14 |      |
| 25   | 1        | 7      | Jan Žumer                   | Slovenia    | 21"17 |      |
| 26   | 3        | 6      | Piotr Wiaderek              | Polonia     | 21"20 |      |
| 27   | 4        | 8      | Gregor Kokalovic            | Slovenia    | 21"24 |      |
| 28   | 2        | 5      | Matic Osovnikar             | Slovenia    | 21"36 | =    |
| 29   | 2        | 3      | Alex Wilson                 | Svizzera    | 21"40 |      |
| 30   | 1        | 2      | Izzet Safer                 | Turchia     | 21"41 |      |
| 31   | 1        | 1      | Yordan Ilinov               | Bulgaria    | 21"65 |      |

### Semifinali
Passano in finale i primi 3 in ogni semifinale (Q) e i 2 migliori tempi (q)

#### Semifinale 1
| Pos. | Corsia | Nome                        | Nazionalità | Tempo | Note                          |
| ---- | ------ | --------------------------- | ----------- | ----- | ----------------------------- |
| 1    | 6      | Jaysuma Saidy Ndure         | Norvegia    | 20"50 | Q                             |
| 2    | 3      | Marlon Devonish             | Regno Unito | 20"55 | Q,                            |
| 3    | 4      | Martial Mbandjock           | Francia     | 20"62 | Q                             |
| 4    | 5      | Paul Hession                | Irlanda     | 20"67 | q                             |
| 5    | 8      | Likoúrgos-Stéfanos Tsákonas | Grecia      | 20"75 | q                             |
| 6    | 7      | Vyacheslav Kolesnichenko    | Russia      | 20"88 | Miglior prestazione personale |
| 7    | 2      | Arnaldo Abrantes            | Portogallo  | 20"88 |                               |
| 8    | 1      | Sebastian Ernst             | Germania    | 20"95 |                               |

#### Semifinale 2
| Pos. | Corsia | Nome                  | Nazionalità | Tempo | Note |
| ---- | ------ | --------------------- | ----------- | ----- | ---- |
| 1    | 7      | Christophe Lemaitre   | Francia     | 20"39 | Q    |
| 2    | 8      | Christian Malcolm     | Regno Unito | 20"58 | Q    |
| 3    | 2      | David Alerte          | Francia     | 20"59 | Q    |
| 4    | 4      | Johan Wissman         | Svezia      | 20"77 |      |
| 5    | 6      | Kamil Kryński         | Polonia     | 20"81 | =    |
| 6    | 1      | Jonathan Astrand      | Finlandia   | 20"81 |      |
| 7    | 5      | Marc Schneeberger     | Svizzera    | 20"82 |      |
| 8    | 3      | Jeffrey Lawal-Balogun | Regno Unito | 20"85 |      |

#### Sommario
| Pos. | Corsia | Nome | Nazionalità                 | Tempo       | Note  |                               |
| ---- | ------ | ---- | --------------------------- | ----------- | ----- | ----------------------------- |
| 1    | 2      | 7    | Christophe Lemaitre         | Francia     | 20"39 | Q                             |
| 2    | 1      | 6    | Jaysuma Saidy Ndure         | Norvegia    | 20"50 | Q                             |
| 3    | 1      | 3    | Marlon Devonish             | Regno Unito | 20"55 | Q,                            |
| 4    | 2      | 8    | Christian Malcolm           | Regno Unito | 20"58 | Q                             |
| 5    | 2      | 2    | David Alerte                | Francia     | 20"59 | Q                             |
| 6    | 1      | 4    | Martial Mbandjock           | Francia     | 20"62 | Q                             |
| 7    | 1      | 5    | Paul Hession                | Irlanda     | 20"67 | q                             |
| 8    | 1      | 8    | Likoúrgos-Stéfanos Tsákonas | Grecia      | 20"75 | q                             |
| 9    | 2      | 4    | Johan Wissman               | Svezia      | 20"77 |                               |
| 10   | 2      | 6    | Kamil Kryński               | Polonia     | 20"81 | =                             |
| 11   | 2      | 1    | Jonathan Astrand            | Finlandia   | 20"81 |                               |
| 12   | 2      | 5    | Marc Schneeberger           | Svizzera    | 20"82 |                               |
| 13   | 2      | 3    | Jeffrey Lawal-Balogun       | Regno Unito | 20"85 |                               |
| 14   | 1      | 7    | Vyacheslav Kolesnichenko    | Russia      | 20"88 | Miglior prestazione personale |
| 14   | 1      | 2    | Arnaldo Abrantes            | Portogallo  | 20"88 |                               |
| 16   | 1      | 1    | Sebastian Ernst             | Germania    | 20"95 |                               |

### Finale
| Pos.    | Corsia | Nome                        | Paese       | Tempo   | Note                                     |
| ------- | ------ | --------------------------- | ----------- | ------- | ---------------------------------------- |
| Oro     | 5      | Christophe Lemaitre         | Francia     | 20"37   |                                          |
| Argento | 6      | Christian Malcolm           | Regno Unito | 20"38   | Miglior prestazione personale stagionale |
| Bronzo  | 8      | Martial Mbandjock           | Francia     | 20"42   |                                          |
| 4       | 3      | Marlon Devonish             | Regno Unito | 20"62   |                                          |
| 5       | 4      | Jaysuma Saidy Ndure         | Norvegia    | 20"63   |                                          |
| 6       | 2      | Paul Hession                | Irlanda     | 20"71   |                                          |
| 7       | 1      | Likoúrgos-Stéfanos Tsákonas | Grecia      | 20"90   |                                          |
| 8       | 7      | David Alerte                | Francia     | 1'27"24 |                                          |